# Talento de Barrio Tour
Talento de Barrio World Tour fue la tercera gira de conciertos del reguetonero Daddy Yankee para promocionar su álbum Talento de barrio. La gira tuvo dos etapas: la primera en Estados Unidos y la última en Latinoamérica.Comenzó en el Festival Internacional de Viña del Mar de 2009 el 27 de febrero de 2009 y finalizó en Mar del Plata, Argentina, el 15 de diciembre de 2009.

## Fondo
Para 2009, Barrio fino, Barrio fino en directo y El cartel: The Big Boss vendieron más de 7 millones de copias en todo el mundo y se convirtieron en los álbumes latinos más vendidos en Estados Unidos en 2005, 2006 y 2007. Talento de Barrio fue un éxito de taquilla en Puerto Rico, batiendo récords de asistencia. La banda sonora fue un éxito comercial y rápidamente obtuvo la certificación de platino en Estados Unidos y oro en Latinoamérica.

## Recepción
Durante la primera etapa de la gira en Estados Unidos, Yankee actuó en lugares más pequeños que su gira anterior, The Big Boss Tour, que consistió en estadios más grandes pero recibió respuestas mixtas del público.
En 2009, en el concierto celebrado en Colombia con Aventura, se reportó una asistencia de más de 30.000 aficionados, mientras que en Santo Domingo, se reportó una asistencia de alrededor de 60.000.
En Córdoba, se reportó una asistencia de más de 10.000 aficionados. En Chile, la asistencia superó los 25.000.
En Neuquén, Argentina, la asistencia fue de 18.000. En Atofagasta, Chile, la asistencia fue de alrededor de 12.000. La asistencia total al partido de vuelta fue de 300.000 aficionados.

## Fechas del Tour
| Fecha                    | Ciudad                  | País                   | Lugar                                                  |
| The Americas             | The Americas            | The Americas           | The Americas                                           |
| ------------------------ | ----------------------- | ---------------------- | ------------------------------------------------------ |
| 27 de febrero de 2009    | Viña del Mar            | Chile                  | Anfiteatro de la Quinta Vergara                        |
| 13 de marzo de 2009      | Atlantic City           | Estados Unidos         | Trump Taj Mahal                                        |
| 14 de marzo de 2009      | Wallingford             | Estados Unidos         | Toyota Oakdale                                         |
| 15 de marzo de 2009      | Washington D.C          | Estados Unidos         | DAR Constitution Hall                                  |
| 27 de marzo de 2009      | Nueva York              | Estados Unidos         | Roseland Ballroom                                      |
| 28 de marzo de 2009      | Boston                  | Estados Unidos         | Orpheum Theatre                                        |
| 1 de mayo de 2009        | Willemstad              | Curacao                | Hopi Bon                                               |
| 2 de mayo de 2009        | Valledupar              | Colombia               | Parque de la Leyenda Vallenata                         |
| 16 de mayo de 2009       | San Juan                | Puerto Rico            | Centro de Convenciones de Puerto Rico                  |
| 23 de mayo de 2009       | Tortola                 | British Virgin Islands | Cane Garden Bay                                        |
| 12 de junio de 2009      | Oranjestad              | Aruba                  | Don Elias Mansur Ballpark                              |
| 27 de junio de 2009      | Villavicencio           | Colombia               | Estadio Bello Horizonte                                |
| 1 de julio de 2009       | Córdoba                 | Argentina              | Coliseo Orfeo                                          |
| 2 de julio de 2009       | Córdoba                 | Argentina              | Coliseo Orfeo                                          |
| 4 de julio de 2009       | Buenos Aires            | Argentina              | Estadio Diego Armando Maradona                         |
| 5 de julio de 2009       | Montevideo              | Uruguay                | Estadio Charrua                                        |
| 12 de julio de 2009      | Santiago de Chile       | Chile                  | Estadio Bicentenario de La Florida                     |
| 14 de julio de 2009      | Coquimbo                | Chile                  | Estadio Francisco Sánchez Rumoroso                     |
| 16 de julio de 2009      | Ciudad de Panamá        | Panamá                 | Centro de Convenciones Figali                          |
| 1 de agosto de 2009      | Cúcuta                  | Colombia               | Estadio General Santander                              |
| 7 de agosto de 2009      | Medellín                | Colombia               | Estadio Atanasio Girardot                              |
| 8 de agosto de 2009      | Santa Cruz de la Sierra | Bolivia                | Estadio Ramón Aguilera Costas                          |
| 9 de agosto de 2009      | Cochabamba              | Bolivia                | Estadio Felix Capriles                                 |
| 11 de agosto de 2009     | La Paz                  | Bolivia                | Estadio Hernando Siles                                 |
| 21 de agosto de 2009     | Monterrey               | México                 | Arena Monterrey                                        |
| 27 de agosto de 2009     | Mayagüez                | Puerto Rico            | Palacio de Recreación y Deportes                       |
| 26 de septiembre de 2009 | Manugua                 | Nicaragua              | Estadio Nacional Denis Martínez                        |
| Leg 2 - South America    |                         |                        |                                                        |
| 3 de octubre de 2009     | Santo Domingo           | República Dominicana   | Estadio Olímpico Félix Sánchez                         |
| 10 de octubre de 2009    | Lima                    | Perú                   | Estadio de la Universidad Nacional Mayor de San Marcos |
| 12 de octubre de 2009    | Antofagasta             | Chile                  | Club Hípico de Antofagasta                             |
| 15 de octubre de 2009    | Copiapó                 | Chile                  | Estadio Luis Valenzuela Hermosilla                     |
| 8 de noviembre de 2009   | Cali                    | Colombia               | Estadio Pascual Guerrero                               |
| 10 de noviembre de 2009  | Ciudad de México        | México                 | Estadio Azteca                                         |
| 12 de noviembre de 2009  | Ciudad de México        | México                 | Palacio de los Deportes                                |
| 13 de noviembre de 2009  | Guadalajara             | México                 | Foro Alterno de la Udeg                                |
| 15 de noviembre de 2009  | Cartagena               | Colombia               | Estadio Olímpico Jaime Morón León                      |
| 8 de diciembre de 2009   | Buenos Aires            | Argentina              | Estadio de Ferro                                       |
| 10 de diciembre de 2009  | Neuquén                 | Argentina              | Casino Magic                                           |
| 11 de diciembre de 2009  | Asunción                | Paraguay               | Club Olimpia                                           |
| 13 de diciembre de 2009  | Mendoza                 | Argentina              | Estadio Ingelmo Nicolás Blázquez                       |
| 15 de diciembre de 2009  | Mar Del Plata           | Argentina              | Estadio Polideportivo Islas Malvinas                   |

### Asistencia
| Ciudad            | País                 | Asistencia |
| ----------------- | -------------------- | ---------- |
| Guadalajara       | México               | 7000       |
| Managua           | Nicaragua            | 10 000     |
| Santiago de Chile | Chile                | 20 000     |
| Medellín          | Colombia             | 30 000     |
| Córdoba           | Argentina            | 10 000+    |
| Cochabamba        | Bolivia              | 20 000     |
| Santo Domingo     | República Dominicana | 50 000     |
| Mendoza           | Argentina            | 10 000     |
| Antofagasta       | Chile                | 18 000     |
| Neuquén           | Argentina            | 12 000     |
| Total             | 180 000              |            |

## Espectáculos cancelados
| Fecha                 | Ciudad              | País           | Evento                        | Razón                                            |
| --------------------- | ------------------- | -------------- | ----------------------------- | ------------------------------------------------ |
| 3 de abril de 2009    | Miami               | Estados Unidos | Knight Center Complex         | Incumplimiento de contrato                       |
| 4 de abril de 2009    | Orlando             | Estados Unidos | House of Blues                | Incumplimiento de contrato                       |
| 5 de abril de 2009    | Tampa               | Estados Unidos | USF Sun Dome                  | Incumplimiento de contrato                       |
| 17 de octubre de 2009 | Maracaibo           | Venezuela      | Centro Comercial Lago Mall    | Bajas ventas de entradas debido a preocupaciones |
| 18 de octubre de 2009 | Caracas             | Venezuela      | CCTT Caracas                  | Bajas ventas de entradas debido a preocupaciones |
| 24 de octubre de 2009 | Ciudad de Guatemala | Guatemala      | Centro Comercial Tikal Futura | Incumplimiento de contrato                       |